# Der Herr ohne Wohnung (1915)
Der Herr ohne Wohnung ist ein österreich-ungarischer Stummfilmschwank aus dem Jahre 1915.

## Handlung
Ein lebenslustiger Baron feiert bei einem feucht-fröhlichen Polterabend seinen Abschied vom Junggesellendasein. Den Tag möchte er in seinem Stammcafé ausklingen lassen und ist dort bereits bei der Ankunft ziemlich angeheitert. Als er wieder in den Wiener Nachthimmel hinausgehen will, verwechselt er seinen Mantel mit dem eines etwas zerstreuten Medizinprofessors namens Mandling. Ein Wachmann, der den Baron umhertorkeln sieht, hat ein Einsehen und ruft einen Fiaker (Einspänner) für den offensichtlich hilfsbedürftigen Herrn. Der Baron ist derart angeschickert, dass er seine Adresse nur noch rudimentär im Gedächtnis hat. Es war irgendetwas mit Nr. 4, I. Stock, aber die Straße ist ihm entfallen. Einspänner Kreindl zeigt sich gutmütig und ist bereit, ihn an sämtlichen Hausnummern 4 vorbeizukutschieren, in der vagen Hoffnung, dass sich der Fahrgast wieder erinnert. Die Fiakerfahrt mit dem treuen Schimmel Genoveva vorneweg wird zu einer Rundtour kreuz und quer durch Wien bis man am Morgen vor einem Frühstückslokal Halt macht. Dort erhält der gutmütige Gaul erst einmal seinen Sack Hafer, und der Kutscher gönnt sich einen Krug Bier. Schließlich schlendern einige ebenfalls noch von letzter Nacht übrig gebliebene Nachtschwärmer vorbei und laden den Baron ein, mit ihnen noch eine weitere Flasche Champagner zu leeren. 
Als man von des Barons Schicksal erfährt, hat jemand der Anwesenden die glorreiche Idee, doch mal die Taschen des Herrn ohne Wohnung zu durchsuchen, um dort eventuell einen Hinweis auf sein Domizil zu finden. Und so entdeckt man die Adresse von Prof. Mandling. In ausgelassener Champagnerlaune wird der Adelige von seinen neuen Freunden in die professorale Wohnung eskortiert und dort abgeladen. Stunden zuvor ist der Wohnungsbesitzer in das Caféhaus zurückgeeilt, nachdem er feststellen musste, dass er den falschen Mantel angezogen und mitgenommen hatte. Nach einer Reihe weiterer Verwechslungen kehrt Prof. Mandling nun endlich in seine eigene Wohnung zurück, wo er den selig schlafenden Baron vorfindet. Ein vom Professor zubereiteter Schlaftrunk findet den falschen Weg und landet in der Kehle des Fiaker-Kutschers, woraufhin von den Protagonisten eigentlich nur noch die gutmütige Schindmähre Genoveva einigermaßen wach und nüchtern ist. Die aber kennt seit 17 Jahren den Weg zu sich heim und findet ihren Stall auch ganz ohne menschliche Hilfe, nachdem der Herr Baron, nunmehr wieder nüchtern und ausgeschlafen, sich eigenhändig auf den Kutschbock begeben hatte und in sein Haus zurückgekehrt ist. Nun aber muss der Herr Baron grundsolide werden, denn heute heiratet er. Auch der Einspänner mit seiner Genoveva sind zum Fest gekommen.

## Produktionsnotizen
Der Herr ohne Wohnung entstand im Februar 1915, passierte im Juni desselben Jahres die deutsche Filmzensur und wurde daraufhin im Reich für die Dauer des Krieges mit Aufführungsverbot belegt. In Österreich-Ungarn lief Der Herr ohne Wohnung am 8. September 1915 im Rahmen eines Sondervorstellung in der „Kleinen Bühne“ an. Massenstart war der Silvestertag 1915. Die Länge des Dreiakters wurde mit 1150 Metern angegeben.
Der Herr ohne Wohnung lief bereits zwei Jahre zuvor als Bühnenschwank erfolgreich im Wiener Apollo-Theater.
Ein stofflich etwas ausgeweitetes Remake des Lustspiels entstand unter dem gleichen Namen 1934 erneut in Wien. Unter der Regie von E. W. Emo spielten dort Paul Hörbiger und Hermann Thimig die Hauptrollen.

## Kritik
„Wenn wieder einmal der Beweis erbracht werden soll, dass gewisse Schwankideen im stummen Filmbilde besser wirken können, als auf der Sprechbühne, so ist dieser Beweis im vorliegenden Fall mehr als gelungen. (…) Der Film gibt hier die lustigsten Einfälle der Autoren so ausdrucksvoll wieder, dass das Fehlen des Wortes gar nicht empfunden wird. (…) Die Darstellung ist allererstklassig. Brand als Wiener Taxameter, Waldau als Baron und Morgan als zerstreuter Professor bieten Glanzleistungen in der Kleinzeichnung echt Wiener Lebens.“